# نیژنه ادریسوو
نیژنه ادریسوو (به لاتین: Nizhneidrisovo) یک منطقهٔ مسکونی در روسیه است که در باشقیرستان واقع شده‌است.